# Agnes von Baden-Österreich
Agnes von Baden-Österreich (* 1250; † 2. Januar 1295) war Herzogin von Kärnten sowie Gräfin von Heunburg.

## Leben
Ihr Vater war Markgraf Hermann VI. von Baden, ihre Mutter die Babenberger Herzogin Gertrud von Österreich. Von manchen Historikern wird Agnes als letzte Babenbergerin bezeichnet.
Schon mit 14 Jahren wurde sie 1263 mit dem Kärntner Herzog Ulrich III. von Spanheim vermählt, dessen erste Frau Agnes von Andechs gerade verstorben war. Ihre Ehe blieb kinderlos.
1268 wurde ihr Bruder Friedrich gemeinsam mit seinem Freund Konradin in Neapel hingerichtet. König Ottokar von Böhmen, der nach Inbesitznahme der babenbergischen Lande Österreich und Steiermark alle eventuellen Erbkontrahenten ausschalten wollte, spielte dabei eine zwielichtige Rolle. So ließ er auch ihre Mutter Gertrud 1269 ins Exil nach Meißen ausweisen, wo diese 1288 starb.
Nach dem Tode Herzog Ulrichs III. 1269, der im Jahr zuvor anstelle seines Bruders Philipps von Spanheim seinen Cousin König Ottokar mit Hilfe eines arglistigen Geheimvertrages (Podiebrad) zum Erbe seiner Länder und Würden eingesetzt hatte, wurde Agnes von diesem mit Graf Ulrich von Heunburg verheiratet in depressionem generis (um das Haus Babenberg zu demütigen). Das Haus Heunburg, ein ursprünglich edelfreies Geschlecht, war zu Ministerialen des Kärntner Herzogs herabgesunken und deshalb war Graf Ulrich für Agnes keine standesgemäße Partie. Ulrich und Agnes sollen nach Zeitzeugen dennoch eine glückliche Ehe geführt haben, zumal Ulrich von seiner ursprünglich glühenden Verehrung für König Ottokar allmählich Abstand gewann.
Ulrich und Agnes versuchten gemeinsam babenbergische und spanheimische Erb- bzw. Witwengutansprüche – es ging v. a. um die Grafschaft Pernegg mit der Stadt Drosendorf und andere Güter – geltend zu machen, wurden aber von Ottokar zum Verzicht genötigt. Erst König Rudolf sah sich 1279 – nach Niederlage und Tod König Ottokars – veranlasst, diese Ansprüche anzuerkennen und wenigstens teilweise abzugelten (Pfandhingabe 1279, Einlösung 1287 durch Herzog Albrecht).
In der Folge stand sie ihrem Manne bei seinem Aufstand gegen die neuen Kärntner Herrscher und gegen Herzog Albrecht zur Seite und folgte ihm auch in die Verbannung nach Wiener Neustadt, wo sie 1295 starb. Sie ist bei den Wiener Minoriten beigesetzt.

## Nachkommen
Aus Agnes’ Ehe mit Ulrich von Heunburg entsprossen folgende Kinder:
- Katharina († um 1316) ⚭ Ulrich II. von Sanneck († 1315); Stammeltern der Grafen von Cilli
- Friedrich († 1317)
- Hermann (†† 1322), Erlöschen der Heunburger im Mannesstamm
- Margarete, 1. ⚭ Liutold von Sanneck († 1286), 2. ⚭ Graf Ulrich IV. von Pfannberg († 1311/18)
- Elisabeth († 1329), 1. ⚭ Graf Hermann von Pfannberg, 2. ⚭ Graf Heinrich von Hohenlohe († 1329)
- NNw, ⚭ Konrad zu Rixingen († 1297)